# Mecanismos de almacenamiento (MySQL)
MySQL es un gestor de bases de datos relacional de licencia GPL. Una base de datos relacional desde un punto de vista lógico usa tablas para guardar los datos. Internamente un mecanismo de almacenamiento (storage engine) es el encargado de almacenar en último término los datos de las tablas en dispositivos físicos, para que estos tengan durabilidad. El mecanismo es totalmente clave a la hora de evaluar la rapidez y las funcionalidades que puede ofrecer el SGBD. MySQL tiene la opción de incluir dinámicamente -desde MySQL 5.1- los distintos mecanismos para soportar el almacenamiento de las tablas. La mayoría de estos mecanismos se pueden instalar en desarrollos derivados de MySQL como MariaDB y Percona Server.

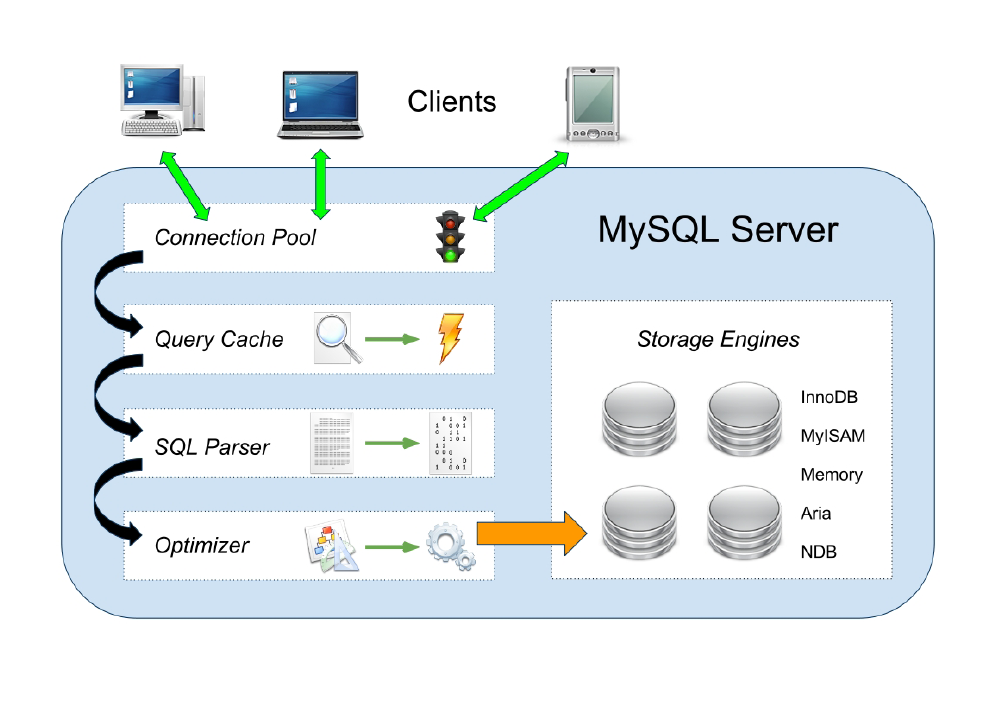
Módulos básicos de la arquitectura del SGBD MariaDB/MySQL

## Factores diferenciadores de los mecanismos
Todo mecanismo de almacenamiento tiene unas características particulares. Las características en las que podemos encontrar diferencias entre los distintos mecanismos son principalmente:
- Almacenamiento físico: aquí se incluye desde consideraciones del tamaño de página de tablas e índices, el soporte de almacenamiento hasta el formato de almacenamiento en disco.
- Caché de memoria: diferentes aplicaciones responden mejor a ciertas estrategias de caché que otras, por lo que aunque algunos caché de memoria son comunes a todos los mecanismos (como los usados para conexiones de usuario o al caché de sentencias de alta velocidad), otros son particulares a cada uno de ellos.
- Concurrencia: algunas aplicaciones necesitan granularidad de bloqueo más fina (i.e. bloqueo a nivel de fila) que otras. La elección de la estrategia de bloqueo adecuada puede reducir tiempos de espera y aumentar la prestación general. Este factor incluye las capacidades concurrencia multi-versión (MVCC) o toma de "instantáneas".
- Integridad referencial: característica que responde a la necesidad de que el servidor asegure la integridad referencial de la base de datos mediante claves externas.
- Particionado: algunos mecanismos permiten que diferentes secciones de una misma tabla pueden ser almacenadas en diferentes porciones de disco. Las reglas por las que se realiza este particionado se denominan funciones, que en MySQL pueden ser el módulo, lista de rangos o valores, una función de hash interna o una función lineal.
- Prestaciones: las diferencias pueden estar causadas por los hilos múltiples para operaciones en paralelo, la concurrencia de hilos, la toma de puntos de control y el manejo de inserciones masivas.
- Soporte de índices: diferentes aplicaciones necesitan diferentes estrategias en cuanto a índices. Cada mecanismo de almacenamiento tiene sus propios métodos de indexación -aunque los B-tree son comunes a casi todos ellos- aunque algunos carecen de índices.
- Soporte de transacciones: no todas las aplicaciones necesitan transacciones, pero aquellas que las necesiten tendrán definidos de manera precisa los requisitos ACID que deben satisfacer los mecanismos adecuados a ellas.
- Características varias: aquí se puede incluir soporte para operaciones geo-espaciales y restricciones de seguridad para ciertas operaciones de manipulación de datos.

## Tipos de mecanismos
La comunidad MySQL ha desarrollado una gran variedad de «Motores de almacenamiento».. Algunos tienen propósito general, mientras que otros fueron desarrollados para cubrir necesidades especiales y han sido puestos a disposición pública posteriormente.
Cada mecanismo puede presentar limitaciones en cuanto a índices, tipos de los atributos, particionado, funciones SQL soportadas... por lo que es preciso consultar la documentación detallada antes de utilizarlos.
En esta recopilación se han utilizado criterios arbitrarios de agrupación y clasificación de los mecanismos, por lo que queda abierta la cuestión a sugerencias para refinar la taxonomía.

### Básicos/teóricos
Aquí se incluyen los mecanismos consustanciales al desarrollo de MySQL o que tienen una aplicación académica.

#### Archive
El mecanismo Archive está concebido para almacenar gran volumen de datos. Soporta INSERT y SELECT, pero no DELETE, REPLACE o UPDATE. Soporta el operador ORDER BY, atributos tipo BLOB y casi todos los demás, excepto los espaciales. Implementa bloqueo a nivel de fila (tupla).

#### Blackhole
El mecanismo de almacenamiento Blackhole actúa como un agujero negro que acepta todo pero no lo almacena en ningún sitio. Todo intento de recuperación de información resultará infructuoso.
Al crear una tabla con el mecanismo Blackhole el servidor sí crea la definición del formato en el directorio de datos -un fichero con extensión.frm- pero no aparece ningún fichero más. Los datos de la tabla los envía todos a /dev/null. Soporta la definición de todo tipo de índices.

#### CSV
Este mecanismo de almacenamiento almacena los datos en ficheros de texto separados por comas. Está disponible en todas las versiones del servidor MySQL.
Cuando se crea una tabla con el mecanismo CSV el servidor crea un fichero con el formato de la tabla en el directorio de datos con extensión frm, y crea un fichero para contener los datos con extensión CSV en el que se guardan los datos de cada tupla en una línea ASCII y separados por comas.

#### Example
Mecanismo de almacenamiento vacío, no hace nada. Muestra un ejemplo con la arquitectura de programación adecuada para el desarrollo de nuevos mecanismos de almacenamiento. Tiene interés para desarrolladores.

#### Memory
Como indica la palabra, el mecanismo de almacenamiento Memory archiva las tablas en memoria volátil. Usa índices hash por defecto, lo que las hace muy rápidas de recorrer y muy útiles para crear tablas temporales. Sin embargo, cuando el servidor se apaga estas se borran. La definición de las tablas se guarda en ficheros con extensión.frm, de modo que al rearrancar el servidor las tablas estarán definidas pero vacías de datos.

#### Sequence
Este mecanismo de almacenamiento permite crear secuencias de números ascendentes o descendentes, empezando por uno determinado y con un incremento arbitrario.
Sirve para crear tablas virtuales efímeras cuando se necesiten. Nunca se escriben en disco ni se crean ficheros frm. Estas tablas tiene acceso solo lectura, son transaccionales y soportan XA.
El mecanismo Sequence ha sido introducido en MariaDB 10.0.3.

### Tradicionales
Aquí incluimos los más o menos convencionales y más difundidos.

#### Aria
El mecanismo Aria nació como una alternativa a MyISAM pero resistente a caídas del sistema. Viene incorporado en la distribución MariaDB.
No tiene todavía capacidad transaccional pero está planeado añadirla en el futuro. Entre sus objetivos de diseño figuran:
- Crear un nuevo mecanismo de almacenamiento transaccional, ACID y MVCC que forme la base tanto de MariaDB como de MySQL.
- Reemplazar directamente a MyISAM (gracias a que Aria puede funcionar en modo no transaccional y soporta los mismos formatos que MyISAM).
- Formar parte de manera estándar de MySQL 6.0.

Este mecanismo originalmente se llamó María, pero más tarde se le cambió el nombre por Aria para evitar confusiones con la base de datos MariaDB, la base de datos sucesora de la original MySQL y realizada por el mismo creador, Monty Widenius.
```
Última versión: 1.5
```

#### BDB
La librería de funciones de bases de datos transaccionales Berkeley DB fue desarrollada originalmente por Sleepycat y adquirida posteriormente por Oracle en 2006. Por su naturaleza, DBD ha de ser empotrada en aplicaciones ya que no se suministra interfaz de usuario.
Por ello puede utilizarse como mecanismo de almacenamiento e invocarse desde un gestor de base de datos como MySQL/MariaDB. Se incluye soporte para ella en distribuciones fuentes de MySQL y en distribuciones binarias MySQL-Max.
Las tablas BDB pueden sobrevivir a fallos del sistema. Tiene características transaccionales (COMMIT y ROLLBACK). La distribución fuente MySQL/MariaDB incluye un código BDB preparado para funcionar con MySQL, ya que no se puede usar una versión de BDB cualquiera.
Soportada solo hasta MySQL 5.0.
```
Última versión: 6.0
```

#### InnoDB
InnoDB es un mecanismo de almacenamiento transaccional -con características ACID- para MySQL. Realiza bloqueo a nivel de filas y lecturas no bloqueantes MVCC tipo Oracle, lo que aumentan la concurrencia y las prestaciones.
InnoDB pertenece a Oracle Corporation tras la adquisición de Innobase Oy en octubre de 2005. Tiene licenciamiento dual: se distribuye bajo licencia GPL, pero también se licencia a empresas que la quieran incluir en su software.
- Sigue el modelo ACID con COMMIT, ROLLBACK y recuperación de caídas.
- Bloquea a nivel de fila (tupla), y proporciona concurrencia multiusuario para lectura.
- Organiza los datos en disco para optimizar el uso de claves primarias.
- Mantiene la integridad de datos mediante restricciones FOREIGN KEY, que se aplican en INSERT, UPDATE y DELETE.

InnoDB almacena los datos agrupados para reducir el flujo de entrada/salida de consultas habituales basadas en claves primarias. Se pueden combinar tablas InnoDB con tablas de otros mecanismos de almacenamiento, incluso en la misma consulta.
InnoDB fue el precursor de Falcon (por SUN, abandonado) y de XtraDB (por Percona).

#### MyISAM
Implementación de MySQL del original ISAM que efectúa el almacenamiento de datos de manera sencilla y robusta, y proporciona una alta velocidad de acceso y un tamaño pequeño de ficheros. El mecanismo MyISAM almacena cada tabla en tres ficheros:
- .frm con el formato de la tabla
- .MYD con los datos
- .MYI con los índices

Ha sido el mecanismo de almacenamiento por defecto hasta la versión 5.1 de MySQL, y sigue siendo utilizado por la versión MySQL 5.6 para muchas tablas internas de metadatos.

#### PBXT
PrimeBase XT (PBXT) es un mecanismo de almacenamiento transaccional para MySQL. Usa una arquitectura basada en logs y escritura única que proporciona prestaciones óptimas en un amplio rango de situaciones. El mecanismo es enchufable, que significa que puede ser instalado dinámicamente en tiempo de ejecución en MySQL versión 5.1 o posterior.
```
Última versión: 1.0.11
```

#### TokuDB
TokuDB es un mecanismo de almacenamiento altamente escalable y sin mantenimiento que permite acelerar la indización de las sentencias SQL y la modificación en caliente de los esquemas. Proporciona altas prestaciones en entornos con carga intensiva de escritura.
Se instala como plugin y no requiere efectuar cambios en la aplicación. Tiene las características ACID implementadas mediante MVCC, con el que consigue transacciones con el nivel de aislamiento Serializable. Puede soportar la implementación de cualquier tabla, con las mismas limitaciones en cuanto a tipos soportados que MyISAM o InnoDB.
```
Última versión: 5.6.26-74.0
```

#### XtraDB
Versión mejorada del mecanismo de almacenamiento InnoDB, y mecanismo de almacenamiento por defecto en el clon de MySQL desarrollado por Percona. Tiene mejores prestaciones que InnoDB y mejor escalabilidad en hardware moderno, útil en entornos con carga alta. Es compatible con InnoDB, de modo que lo puede reemplazar directamente.
Desarrollado por Percona, XtraDB incluye las características ACID de InnoDB basadas en una arquitectura MVCC avanzada. Se caracteriza por su adaptabilidad, métricas y escalabilidad. En particular está diseñado para escalar mejor que InnoDB en CPU con núcleos múltiples, hacer un más eficiente uso de memoria y tener más usabilidad.
Este mecanismo no está disponible para descarga independiente, solo se halla incorporado en MariaDB y Percona.

### Distribuidos
Aquellos que están distribuidos sobre una serie de nodos.

#### Columnstore
Almacenamiento de columnas basado en InfiniDB 4.6.7. Diseñado para su uso en big data que puede escalar linealmente hasta petabytes y proporciona altas prestaciones, adecuada para proceso analítico. Potencia las ventajas del almacenamiento en columnas, efectúa compresión y permite particionado horizontal y vertical proporcionando buenas prestaciones a la hora de analizar grandes conjuntos de datos. Está disponible en MariaDB 10.1 y 10.2.
```
Última versión: 1.2
```

#### Spider
El mecanismo de almacenamiento Spider ofrece las siguientes características:
- permite usar tablas de otro servidor MySQL como una tabla local
- potencia las características de otros mecanismos de almacenamiento por cooperación
- soporta transacciones XA
- puede particionar tablas de otros servidores MySQL

Está incorporado en la distribución 10.0.4 de MariaDB.
```
Última versión: 3.2.37 (gamma)
```

### Puente con otras bases de datos
Se repasan aquellos que en cierto modo permiten usar una tercera base de datos desde la interfaz MySQL.

#### Connect
El objetivo principal de este mecanismo es el de conectar a MariaDB a una gran cantidad de datos no relacionales -generalmente en ficheros planos- para procesos BI sin necesidad de complejas soluciones ETL.
Este mecanismo cubre todas las funcionalidades de CSV + FEDERATED + MERGE sin ninguna de sus limitaciones. También abarca más fuentes de datos (XML, dbase, ODBC...). La implementación usa características avanzadas para indización, compresión y filtrado de condiciones. Está por ello enfocado a BI, más que a OLTP.
Puede acceder a tablas localizadas en cualquier servidor local o remoto, y el tipo de datos de las columnas puede ser convertido sobre la marcha.
```
Última versión: 1.04.0005 (beta)
```

#### IBMDB2I
IBM proporciona un mecanismo de almacenamiento para IBM serie i (antiguo AS/400). Con ese mecanismo las aplicaciones escritas para MySQL pueden correr en la serie i IBM almacenando datos en DB2. Esto permite implementar aplicaciones MySQL transaccionales y en línea almacenando los datos en un entorno DB2 único y fácil de gestionar.

#### InfiniDB
Desarrollado por Calpont, el mecanismo de almacenamiento InfiniDB no está disponible por separado sino que utiliza MySQL como frontal formando un RDBMS completo. Consigue así una base de datos analítica orientada a columnas, especializada de data warehouse y aplicaciones de lectura intensiva.
InfiniDB usa el frontal MySQL para el proceso sintáctico de SQL (parsing), seguridad y otras tareas administrativas. Todo el entorno gráfico, gestión de comandos, herramientas de desarrollo, complementos BI, IDEs, conectores y drivers que funcionen con MySQL también lo harán con InfiniDB.
```
Última versión: 2.2.11
```

#### Infobright
Infobright ha desarrollado una base de datos analítica de altas prestaciones orientada al manejo de grandes volúmenes de datos de negocio. La versión 4.0 con tecnología DomainExpert permite analizar en tiempo real "Big Data" con optimizadores específicamente diseñados para datos generados automáticamente.
Infobright implementa una base de datos analítica orientada a columnas, rápida y eficiente. Proporcionando una compresión media de 10:1, permite el tratamiento multidimensional de los datos. Es fácil de instalar y gestionar, y existe tanto una Community Edition (ICE) como una Enterprise Edition (IEE).
Su integración como mecanismo de almacenamiento en MySQL permite el acceso de los usuarios de este SGBDR y a herramientas avanzadas de BI.
```
Última versión: 4.0.7
```

#### Mdbtools
Mecanismo de almacenamiento que permite acceso de solo lectura a bases de datos MicroSoft Access (ficheros con extensión.mdb). Ver detalles del proyecto en «Sourceforge».
```
Última versión: 0.6
```

#### MyRocks
La base de datos RocksDB está basada en LevelDB y mantenida por Facebook Database Engineering Team. Este mecanismo de almacenamiento está optimizado para funcionamiento rápido con baja latencia, como discos flash y discos de alta velocidad. Explota el potencial de la alta velocidad de lectura y escritura mediante el almacenamiento de datos de log a alta velocidad en árboles LSM. Consigue el doble de compresión que InnoDB y el triple que almacenamiento sin compresión.

#### SphinxSE
Existe una base de datos textual llamada Sphinx que funciona como un DBMS independiente. Esta base de datos fue diseñada especialmente para integrarse de modo fácil con bases de datos SQL que contuvieran los textos, y poderse emplear con lenguajes de scripting.
Los dos componentes principales de sphinx son:
- indexer: utilidad para crear índices de texto completo
- searchd: proceso que permite la conexión de programas externos

SphinxSE es un mecanismo que conecta sphinx con MySQL u otras bases de datos SQL, y que puede ser incorporado en los servidores MySQL a partir de la versión 5.1 mediante su arquitectura de módulos enchufables. SphinxSE no almacena datos por sí mismo, funciona como un cliente integrado que permite al servidor MySQL comunicarse con el componente de sphinx searchd para realizar búsquedas y obtener los resultados. La búsqueda e indexación la realiza el cliente Sphinx de SphinxSE para MySQL.
```
Última versión: 2.2.6
```

### Interfaz con bases de datos no SQL
Por su especial relevancia se desglosan los mecanismos de almacenamiento que constituyen el núcleo de bases de datos no SQL y se pueden utilizar desde MySQL.

#### Cassandra SE
El principal objetivo del mecanismo de almacenamiento Cassandra SE es la integración de datos entre el mundo SQL y el NoSQL al que pertenece la base de datos Cassandra. Permite:
- capturar datos de Cassandra desde el frontal web o sentencia SQL
- insertar registros en Cassandra desde una aplicación

La base de datos Cassandra utiliza el lenguaje CQL, pero en MariaDB 10.0 será posible interrogarla utilizando SQL. Esto permite que las columnas de Cassandra aparezcan como tablas en las que se pueden realizar INSERT, UPDATE o SELECT. Es posible también escribir JOIN incluyendo tablas que usen otros mecanismos de almacenamiento.
El mecanismo viene enlazado estáticamente en la versión preliminar 5.5.25 de MariaDB y forma parte de la versión MariaDB 10.0.1.
```
Última versión: 1.8 (experimental)
```

#### MemcacheDB
Se trata de un mecanismo de almacenamiento persistente para pares clave-valor distribuido, que se ajusta al protocolo memcached, por lo que es accesible por cualquier cliente que cumpla ese protocolo.
MemcacheDB usa Berkeley DB como base de almacenamiento, por lo que soporta las características de transacción y replicación.
```
Última versión: 1.2.1-beta
```

### En red
Aquí se mencionan los mecanismos que permiten distribuir los datos -para lectura o escritura- entre más de un nodo físico.

#### AWSS3 (†)
Simple Storage Service (S3) es un mecanismo de almacenamiento sobre Internet proporcionado como servicio web por Amazon. Este mecanismo permite crear un almacenamiento para MySQL sobre S3 a través de la web.
Amazon S3 proporciona una sencilla interfaz de servicios web que puede utilizarse para almacenar y recuperar la cantidad de datos que desee, cuando desee, y desde cualquier parte de la web. Concede acceso a todos los usuarios a la misma infraestructura a un precio económico, altamente escalable, fiable, segura y rápida que utiliza Amazon para tener en funcionamiento su propia red internacional de sitios web. Este servicio tiene como fin maximizar las ventajas del escalado y trasladar estas ventajas a los usuarios finales.
```
Última versión: 0.06 (descontinuado, continúa con 
ClouSE
)
```

#### ClouSE
ClouSE es un mecanismo de altas prestaciones y alta fiabilidad que usa el servicio web de Amazon S3 para almacenar los datos.
Presenta estas características:
- transaccional con características ACID, permitiendo commit, rollback y recuperación frente a caídas
- utiliza almacenamiento en cloud
- proporciona cifrado de datos con AES-256
- permite el acceso directo a contenido blob

```
Última versión: 1.0b.1.8
```

#### Federated (†)
El mecanismo Federated permite guardar los datos de una tabla en otro servidor MySQL remoto, a través de la red. Al realizar una consulta los datos se extraen de ese servidor. No se guardan datos en el servidor local, solo el fichero de formato.frm. El mecanismo de almacenamiento usado por el servidor remoto puede ser cualquiera de los que soporte este.
```
(descontinuado, continúa con 
FederatedX
)
```

#### FederatedX
Es un proyecto que continúa el desarrollo del mecanismo de almacenamiento Federated. Se basa en el código de este último disponible en la versión MySQL 5.1.
Cuenta con muchas peticiones de nuevas características y de corrección de errores de Federated que llevaban algún tiempo esperando. El mecanismo FederatedX se plantea incorporar estas características:
- Soportar ODBC, además de libmysql
- Aceptar conexiones múltiples
- Soportar transacciones
- Permitir restricciones como LIMIT, columnas no indexadas

```
Última versión: 0.1
```

#### Merge
El mecanismo de almacenamiento Merge -anteriormente conocido como MRG_MyISAM- agrupa un conjunto de tablas basadas en el mecanismo MyISAM idénticas y las presenta como una sola. Las tablas que se agrupan han de ser idénticas tanto en campos como en índices.
Si no se especifica INSERT_METHOD en su creación no se permiten las inserciones. Se puede especificar que estas se realicen en la primera o última tabla de la unión.

#### NDB
NDBCLUSTER es una base de datos desarrollada originalmente por Ericcson para uso en sus redes de telefonía basadas en la central AXE. En su origen estaba pensada como una base de datos distribuida geográficamente a nivel regional.
Aunque puede funcionar de manera autónoma, NDB fue adaptada para su uso por MySQL Cluster como otro mecanismo de almacenamiento y así distribuir tablas entre varios ordenadores. Está disponible desde la versión binaria de MySQL 5.0, y soportado en muchas plataformas Unix. En modo experimental se distribuye para Windows a partir de Cluster NDB 7.0.
```
Última versión: 7.3
```

#### ScaleDB
ScaleDB es un mecanismo de almacenamiento enchufable para MySQL, que lo escala para poder disponer de la potencia del cloud computing, ya sea esta pública, privada o interna a la empresa. Es un mecanismo pionero del NewSQL, que ofrece las ventajas de SQL y NoSQL, al mismo tiempo que permite el funcionamiento in the cloud.
Proporciona:
- Indexación a alta velocidad
- Simplicidad Plug-and-Cluster™
- Recuperación automática de datos
- Características ACID
- Arquitectura con todo compartido
- Altas prestaciones en el proceso de transacciones
- Tolerancia a fallos
- Bloqueo a nivel de filas
- Control de concurrencia multi-nodo
- Elimina el requisito de particionar los datos

```
Última versión: beta
```

### Exóticos
Se recogen finalmente aquellos mecanismos que tienen difícil clasificación en las anteriores categorías o un uso muy específico.

#### DDE-GAN
El mecanismo DDE-GAN optimiza el acceso a los datos sobre una red global (GAN). La localización de los datos se basa en métodos estadísticos de predicción para optimizar el acceso por los nodos. Cada nodo solo contiene un subconjunto de los datos. Optimizando la localización de los datos en el cluster se minimizan los costes de comunicación. Permite construir una base de datos distribuida a nivel mundial.
```
Última versión: 0.2-alpha
```

#### Mroonga
Un mecanismo de almacenamiento para caracteres CJK (chino, japonés & coreano) basado en groonga, un motor de búsqueda textual.
A partir de que se introdujeran los mecanismos de almacenamiento enchufables en MySQL 5.1, se puede usar Mroonga fácilmente desde MariaDB 5.3.

#### MyBS
El mecanismo MyBS transforma a MySQL en un servidor escalable de contenidos digitales capaz de almacenar películas, vídeos, sonido y cualquier otro objeto binario (BLOB) directamente en la base de datos.

#### OQGraph
El mecanismo de almacenamiento OQGraph (Open Query GRAPH) permite manejar estructuras jerárquicas -en árbol- y también grafos genéricos. OQGraph está especialmente indicado para manejar relaciones n:m.
```
Última versión: Mk.II
```

#### Q4M
Implementa una cola de mensajes que funciona como un mecanismo de almacenamiento enchufable a Mysql 5.1 o posteriores, diseñado pensando en la robustez, rapidez y flexibilidad. Está en fase de producción y es empleado en multitud de servicios web
```
Última versión: 0.9.5
```

#### RitmarkFS
Permite trabajar con sistemas de ficheros directamente desde MySQL. Puede también acceder discos sin formato.

## Tabla comparativa
Se comparan los mecanismos de almacenamiento más utilizados, en esta tabla adaptada de MySQL
| Característica                        | MyISAM | Memory  | InnoDB | Archive      | NDB    |
| ------------------------------------- | ------ | ------- | ------ | ------------ | ------ |
| Límite de almacenamiento              | 256 TB | Sistema | 64 TB  | Dispositivos | 384 EB |
| Soporta transacciones                 | No     | No      | Sí     | No           | Sí     |
| Granularidad de bloqueo               | Tabla  | Tabla   | Fila   | Fila         | Fila   |
| MVCC                                  | No     | No      | Sí     | Sí           | Sí     |
| Claves externas                       | No     | No      | Sí     | No           | Sí     |
| Soporta tipos espaciales              | Sí     | No      | Sí     | Sí           | Sí     |
| Soporta índices espaciales            | Sí     | No      | No     | No           | No     |
| Índices binarios                      | Sí     | Sí      | Sí     | No           | Sí     |
| Índices hash                          | No     | Sí      | No     | No           | Sí     |
| Índices texto completo                | Sí     | No      | No     | No           | No     |
| Agrupación de índices                 | No     | No      | Sí     | No           | No     |
| Cache de datos                        | No     | N/A     | Sí     | No           | Sí     |
| Cache de índices                      | Sí     | N/A     | Sí     | No           | Sí     |
| Compresión de datos                   | Sí     | No      | Sí     | Sí           | No     |
| Soporta cluster                       | No     | No      | No     | No           | Sí     |
| Recuperación frente a caídas          | No     | No      | Sí     | No           | Sí     |
| Cache de consultas                    | Sí     | Sí      | Sí     | Sí           | Sí     |
| Estadísticas del diccionario de datos | Sí     | Sí      | Sí     | Sí           | Sí     |

En todos los casos el cifrado de datos, la replicación y las operaciones de Backup/recuperación puntual se realizan por el servidor y son independientes del mecanismo de almacenamiento.